# هلموت براسلمان
هلموت براسلمان (انگلیسی: Helmut Braselmann; ۱۸ سپتامبر ۱۹۱۱ – ۲۳ فوریهٔ ۱۹۹۳) بازیکن هندبال اهل آلمان بود.